# Ad alto rischio (film)
Ad alto rischio (High Risk) è un film statunitense del 1981 diretto da Stewart Raffill.
È un film d'azione a sfondo avventuroso con James Brolin, Anthony Quinn, James Coburn, Ernest Borgnine e Lindsay Wagner. Vede un gruppo di mercenari americani nella giungla colombiana rubare cinque milioni di dollari ai trafficanti di droga.

## Trama
Quattro amici americani, che hanno un disperato bisogno di soldi, decidono di fare un raid in stile commando in un paese sudamericano e rubare 5 milioni di dollari dalla hacienda di uno spacciatore di origini statunitensi.

## Produzione
Il film, diretto e sceneggiato da Stewart Raffill, fu prodotto da Anuar Badin, Gerald Green e Joseph Raffill per City Enterprise, Hemdale, Libertad Films e Viacom Productions e girato in Messico nel luglio del 1980.

## Distribuzione
Il film fu distribuito negli Stati Uniti nel maggio del 1981 al cinema dalla American Cinema Releasing.
Alcune delle uscite internazionali sono state:
- in Corea del Sud il 17 luglio 1981
- nelle Filippine il 21 gennaio 1982 (Davao)
- in Portogallo il 28 maggio 1982 (Mercenários por Conta Própria)
- in Danimarca il 26 giugno 1982 (Fræsende kugler og varme dollars)
- in Francia il 7 luglio 1982 (Les risques de l'aventure)
- in Turchia nell'ottobre del 1982 (Fedailer)
- in Finlandia il 6 maggio 1983
- in Norvegia il 27 maggio 1983 (Alle sjanser)
- in Ungheria il 25 aprile 1985 (Túl nagy rizikó)
- in Spagna (Alto riesgo)
- in Grecia (Kai oi 4 itan katharmata)
- in Messico (Los gringos)
- in Germania Ovest (Satisfaction)
- in Italia (Ad alto rischio)

## Promozione
La tagline è: "Getting in was easy... getting out was war!!!".

## Critica
Secondo il Morandini la pellicola ha l'impronta del film d'azione, ma è anche "una specie di caricatura del genere. La storia in sé non regge, ma i momenti divertenti non mancano".